# عمر فيراري
عمر فيراري (بالإسبانية: Omar Ferrari)‏ هو مجدف أرجنتيني، ولد في 17 أكتوبر 1959.

## وصلات خارجية
- عمر فيراري على موقع الاتحاد الدولي للتجديف (الإنجليزية)
- عمر فيراري على موقع اللجنة الأولمبية الدولية (الإنجليزية)
- عمر فيراري على موقع أوليمبيديا (الإنجليزية)